# Râul Zimbroaia
Râul Zimbroaia este un afluent al râului Coșna. 

## Hărți
- Harta Munții Suhard  Arhivat în 16 decembrie 2009, la Wayback Machine.
- Harta Munții Bârgău  Arhivat în 20 septembrie 2008, la Wayback Machine.
- Harta Județul Suceava ]